# Abdelaziz Bouteflika
Abdelaziz Bouteflika (arabisk: عبد العزيز بوتفليقة) (født 2. marts 1937 i Oujda, Marokko, død 17. september 2021 i Zéralda, Algeriet) var en algerisk politiker, der var Algeriets præsident fra 1999 til 2019. Han tilhørte partiet Front de Libération Nationale.

## Biografi
Før han blev præsident arbejdede han som sekretær for den daværende præsident Houari Boumédienne. Bouteflika meddelte, efter massive protester i foråret 2019 specielt fra unge algeriere, at han ikke ville genopstille til det kommende præsidentvalg, som skulle have fundet sted den 18. april 2019. Han gik af den 2. april 2019. Grunden til protesterne var, at Bouteflikas helbred var for dårligt til, at han angiveligt kunne lede landet. Valget blev udskudt som følge af protesterne og afholdt den 12. december 2019.